# Xanthandrus quadrinotatus
Xanthandrus quadrinotatus är en tvåvingeart som först beskrevs av Jacques-Marie-Frangile Bigot 1884.  Xanthandrus quadrinotatus ingår i släktet malblomflugor, och familjen blomflugor. Inga underarter finns listade i Catalogue of Life.